# (Don’t Fear) The Reaper
(Don’t Fear) The Reaper ist ein Lied der US-amerikanischen Rockband Blue Öyster Cult, das im Juli 1976 als Single-Auskopplung zu deren vierten Studioalbum Agents of Fortune erschien. In der verkürzten Single-Version erreichte das Lied Platz 12 der Billboard Hot 100 und gilt als bekanntestes Stück der Band. In einer 2004 veröffentlichten Liste der 500 besten Lieder aller Zeiten des Musikmagazins Rolling Stone erreichte (Don’t Fear) The Reaper Rang 397.

## Inhalt

### Text
(Don’t Fear) The Reaper handelt vom unausweichlichen Tod und der törichten Angst der Menschen davor, jedoch auch von der Unendlichkeit der Liebe. Unter anderem erwähnt das Lied als Beispiel die Geschichte von Romeo und Julia und deren tragisches Ende. Einige Hörer interpretierten aus diesem Grunde, dass (Don’t Fear) The Reaper von Suizid handele. Der Songwriter und Frontmann von Blue Öyster Cult, Buck Dharma, dementierte dies jedoch. Es sei als Metapher für ein Liebespaar zu verstehen, das sich nach dem Tode im Jenseits wiedersehen würde.

### Musik
Das Lied beginnt als Softrock-Lied, welches in ein Gitarrensolo einleitet. Nach dem Solo kommt eine kurze Sektion mit Gesang, worauf das Lied instrumental endet.
Neben den üblichen Instrumenten zur Produktion eines Rocksongs kam bei den Aufnahmen von (Don’t Fear) The Reaper auch eine Kuhglocke zum Einsatz. Sie wurde nach unterschiedlichen Aussagen der Beteiligten vom Produzenten David Lucas oder vom Schlagzeuger Albert Bouchard gespielt und ist über einen Großteil des Liedes im Hintergrund zu hören.

## Entstehung
(Don’t Fear) The Reaper entstammt der Feder Buck Dharmas, des Frontmanns und Leadsängers der Band. Produzenten waren David Lucas, Sandy Pearlman sowie Dharmas Bandkollege Murray Krugman. Ebenfalls von Krugman stammt das auf einer Gibson ES-175 gespielte, charakteristische Riff des Songs.

## Rezeption
Die Kritiken nach Erscheinen von (Don’t Fear) The Reaper waren überwiegend positiv. Mittlerweile hat das Lied Kultstatus erreicht und wird von modernen Kritiken oftmals als Meilenstein beschrieben. So bezeichnet laut.de (Don’t Fear) The Reaper als „ewigen Überhit“. Thom Jurek von Allmusic merkte in seiner Kritik an, (Don’t Fear) The Reaper sei ein „vielstrukturierter, tief melodischer Soft-Rock-Song mit psychedelischen Obertönen“.
Auszeichnungen
- 1976: Auszeichnung als Song des Jahres durch das Musikmagazin Rolling Stone.
- 2004: Rang 397 in der Liste der 500 besten Songs des Rolling Stone-Magazins (in der 2010 erschienenen Version der Liste belegte (Don’t Fear) The Reaper den 405. Platz).[6]
- 2009: Erwähnung in der ranglosen Liste 1000 Songs Everyone Must Hear der britischen Tageszeitung The Guardian.[7]

## Kommerzieller Erfolg

### Chartplatzierungen
(Don’t Fear) The Reaper stieg im November 1976 auf Platz 12 der Billboard Hot 100 ein und blieb insgesamt 20 Wochen in den Charts vertreten. Es war damit der am höchsten platzierte Song von Blue Öyster Cult in den Vereinigten Staaten. (Don’t Fear) The Reaper wurde zum bekanntesten Lied der Band und verhalf Agents of Fortune zu Platz 29 der meistverkauften Alben in der Liste der Billboard 200. In Kanada erreichte das Lied sogar Platz 7 der Charts, während es sich in den meisten europäischen Ländern nicht in den Charts platzieren konnte oder nur niedrige Plätze erreichte. Lediglich in Großbritannien und Irland konnte sich die Single-Version auf Rang 16 bzw. Rang 17 platzieren.
| ChartsChartplatzierungen       | Höchstplatzierung | Wochen |
| ------------------------------ | ----------------- | ------ |
| Vereinigte Staaten (Billboard) | 12 (20 Wo.)       | 20     |
| Vereinigtes Königreich (OCC)   | 16 (14 Wo.)       | 14     |

### Auszeichnungen für Musikverkäufe
| Land/Region                  | Auszeichnungen für Musikverkäufe (Land/Region, Auszeichnung, Verkäufe) | Verkäufe  |
| ---------------------------- | ---------------------------------------------------------------------- | --------- |
| Neuseeland (RMNZ)            | 2× Platin                                                              | 60.000    |
| Vereinigte Staaten (RIAA)    | 6× Platin                                                              | 6.000.00  |
| Vereinigtes Königreich (BPI) | Platin                                                                 | 300.000   |
| Insgesamt                    | 9× Platin ·                                                            | 6.360.000 |

## Coverversionen und Verwendung in der Popkultur
(Don’t Fear) The Reaper wurde seit seiner Veröffentlichung von zahlreichen bekannten Musikern und Bands neu interpretiert. Zu ihnen gehören Gus Black (für den Soundtrack des 1996 erschienenen Horrorfilms Scream – Schrei!), HIM, Goo Goo Dolls, Heaven 17 sowie Apollo 440 in einer rein elektronischen Version.
Neue Bekanntheit erlangte der Song durch seine Verwendung im Sketch More Cowbell der Comedy-Show Saturday Night Live im April 2000. Der sechs Minuten lange Sketch parodiert die Aufnahmesession von (Don’t Fear) The Reaper, geleitet vom fiktiven Erfolgsproduzenten Bruce Dickinson (gespielt von Christopher Walken). Aufhänger des Sketches ist die im Lied verwendete Kuhglocke, die in viel zu hoher Lautstärke und mit übertriebenen Körperbewegungen vom ebenfalls fiktiven Bandmitglied Gene Frenkle (Will Ferrell) gespielt wird. More Cowbell erreichte hohe Popularität und gilt als einer der bekanntesten Sketche aus Saturday Night Live. Schauspieler Will Ferrell hat den Song seitdem mehrfach in Fernsehshows aufgeführt, darunter 2014 gemeinsam mit den Red Hot Chili Peppers in der The Tonight Show Starring Jimmy Fallon.
Im 1978 erschienenen Horrorfilm Halloween – Die Nacht des Grauens wird (Don’t Fear) The Reaper während einer Verfolgungsszene zwischen Michael Myers und der von Jamie Lee Curtis verkörperten Laurie Strode gespielt.
Stephen King nannte das Lied als Inspiration für sein Buch The Stand, welches später die Titelmusik der darauf basierenden Miniserie Stephen Kings The Stand – Das letzte Gefecht wurde. Auch der Autor Terry Pratchett erwähnte und zitierte (Don’t Fear) The Reaper in mehreren seiner Werke.
Im 2020 erschienenen Action-Thriller Unhinged – Außer Kontrolle wurde im Abspann eine Coverversion der griechischen Band Keep Shelly In Athens verwendet. Im 2022 erschienenen Film Halloween Ends ist in der Schlussszene im Hintergrund der Titel in der Originalversion von Blue Öyster Cult zu hören. In der Folge „Eine schaurige Nacht“ von Hawaii Five-O (Staffel 9.5 = Folge 198, 2018) spielt das Stück eine einleitende Rolle.